# محمدعلی هدایتی
سید محمدعلی هدایتی (۱۲۸۹ یا ۱۲۹۳، شهر ری – آذر ۱۳۶۵، ژنو) حقوقدان و قانونگذار و وزیر دادگستری و متولی حرم شاه عبدالعظیم در شهر ری بود.
فرزند سید احمد هدایتی، متولی حرم شاه عبدالعظیم در شهر ری بود. خانواده او به روایتی از زمان سلجوقیان به صورت موروثی تولیت این آرامگاه را به عهده داشتند. او ابتدا تحصیلات حوزوی کرد و پس از تحصیل در دانشکده حقوق دانشگاه تهران به وکالت دادگستری پرداخت. سپس به اروپا رفت و از دانشگاه ژنو دکترای حقوق جزا گرفت. پس از بازگشت به ایران به تدریس حقوق مدنی و آیین دادرسی کیفری در دانشکده حقوق و علوم سیاسی دانشگاه تهران پرداخت و به معاونت این دانشکده رسید. وی مدتی ریاست دانشکده حقوق و علوم سیاسی دانشگاه تهران را نیز بر عهده داشت.
هدایتی در سال ۱۳۲۸ به نمایندگی شهر ری در مجلس شورای ملی انتخاب شد (دورهٔ شانزدهم). در سال ۱۳۳۶ در کابینهٔ منوچهر اقبال وزیر دادگستری شد و تا پایان عمرِ دولت کابینه در شهریور ۱۳۳۹ این سمت را عهده‌دار بود. در دولت جعفر شریف‌امامی نیز که پس از اقبال روی کار آمد، تا پایان سال ۱۳۳۹ در سمت خود ابقا شد. سپس بار دیگر به‌عنوان نمایندهٔ شهر ری به مجلس رفت.
هدایتی غیر از تحصیلات دانشگاهی، یک دورهٔ کامل فقه و اصول نیز نزد فقیهان و عالمان تحصیل کرد و به حقوق جدید و اسلامی هر دو مسلط بود. او از وکلای مبرّز دادگستری به‌شمار می‌رفت و وزارت امور خارجه از وی به‌عنوان مشاور حقوقی استفاده می‌کرد.
هدایتی آخرین فرد از خانوادهٔ خود بود که تولیت حرم شاه عبدالعظیم را عهده‌دار شد. جنازه‌اش را نیز، پس از درگذشت در اروپا، به ایران انتقال دادند و در همان آرامگاه دفن کردند.

## آثار
- آستانهٔ ری
- آیین دادرسی کیفری